# Terminalia amazonia
Terminalia amazonia är en tvåhjärtbladig växtart som först beskrevs av Johann Friedrich Gmelin, och fick sitt nu gällande namn av Arthur Wallis Exell. Terminalia amazonia ingår i släktet Terminalia och familjen Combretaceae. Inga underarter finns listade i Catalogue of Life.